# Buzlupınar
Buzlupınar is een dorp in het Turkse district Hozat en telt 53 inwoners (2000).
Centrale districtsplaats (İlçe Merkezi): Hozat
Gemeenten (Beldeler): Geen
Dorpen (Köyler):
Akpınar · Alancık · Altınçevre · Balkaynar · Beşelma · Bilekli · Boydaş · Buzlupınar · Çağlarca · Çaytaşı · Çığırlı · Dalören · Dervişcemal · Geçimli · İnköy · Kalecik · Karabakır · Karacaköy · Karaçavuş · Kardelen · Kavuktepe · Koruköy · Kozluca · Kurukaymak · Sarısaltık · Taşıtlı · Türktanır · Uzundal · Yenidoğdu · Yüceldi